# Budo
Budo (jap.: 武道; Budō), japanski izraz za sve borilačke vještine Japana, koje - za razliku od tradicionalnih buđucu borilačkih veština - pored tehnika borbi sadržavaju i jedan unutrašnji do, tj. znanost ili filozofiju. Po jednom drugom izlaganju karakter bu znači zaustaviti oružje.
Dok je buđucu pojam za samu borilačku vještinu s prioritetom efektivnosti prema protivniku, budo je dejstvovanje usmjereno na duhovnost vježbajućeg. Kao što u mnogim japanskim umjetnostima u budou je smisao više u dejstvovanju nego u rezultatu. Ono je proces, čiji je rezultat otvoren i često sporedan. Budo i bušido (put ratnika) imaju značaj metode za ostvaranjem i vladanjem sebe.

## Vanjske povezice
- Budo  Arhivirana inačica izvorne stranice od 6. studenoga 2019. (Wayback Machine)